# بوكرام
بلدية بوكرام دائرة الأخضرية ولاية البويرة.

## مواضيع ذات صلة
- بلديات ولاية البويرة
- دوائر ولاية البويرة